# Replicació

Estructura molecular de l'ADN

La replicació, autoreplicació o duplicació és qualsevol comportament d'un sistema dinàmic que porta a la creació d'una còpia idèntica o similar de si mateix. Les cèl·lules biològiques, en un entorn adequat, es reprodueixen per mitjà de la divisió cel·lular. Durant la divisió cel·lular, l'ADN es replica i pot ser transmès a les cèl·lules filles durant la reproducció. Els virus poden replicar-se, però només a través d'un procés d'infecció cel·lular. Les proteïnes nocives d'un prió poden replicar-se per a convertir proteïnes normals a formes solitàries. La replicació en termes de robòtica ha estat una àrea de recerca i un tema d'interès dins de la ciència-ficció. Qualsevol mecanisme d'autoreplicació que no fa una còpia perfecta (mutació) experimentarà variació genètica i crearà variants d'ell. Aquestes variants seran subjectes a selecció natural, d'ençà alguns seran millors supervivents en el seu entorn actual que d'altres.

## Teoria
La recerca primerenca de John von Neumann sobre màquines autoreproductores va establir que l'auto-replicació està formada per diverses parts:
- Un representació codificada de l'auto-replicador
- Un mecanisme per copiar la representació codificada
- Un mecanisme per efectuar construcció dins de l'entorn de l'auto-replicador hoste

Les excepcions a aquest patró podrien ser possibles, malgrat que encara no se n'ha aconseguit cap. Per exemple, els científics s'han apropat a construir un fragment d'ARN que pot ser copiat en un entorn format per una solució de monòmers d'ARN i de l'enzim transcriptasa. En aquest cas, el cos és el genoma i els mecanismes de còpia especialitzats són externs. El requisit per a aconseguir un mecanisme de còpia externa encara no s'ha superat, i tals sistemes són més caracteritzats com a "replicació assistida" que com a "autoreplicació".
Tanmateix, el cas més senzill possible és que només existeixi un genoma. Sense alguna especificació de passos d'autoreproducció, un sistema només format per genoma és probablement millor caracteritzat com un cristall.

## Classes d'autoreproducció
La recerca recent ha començat a categoritzar replicadors, sovint basats en la quantitat de suport que requereixen.
- Els replicadors naturals tenen la majoria del seu disseny provinent de fonts no humanes. Tals sistemes inclouen formes de vida natural.
- Els replicadors autòtrofs poden reproduir-se al no-res. S'especula que els replicadors autòtrofs no-biològics podrien ser dissenyats per éssers humans, i fàcilment podrien acceptar especificacions per a productes humans.
- Els sistemes autoreproductors són sistemes que es creu que produirien còpies d'ells mateixos sobre la base de matèries primeres industrials com barres de metall i cables.

L'espai de disseny per mecanismes replicadors és molt ample. Un ampli estudi de Robert Freitas i Ralph Merkle ha identificat 137 dimensions de disseny, agrupades en una dotzena de categories separades, incloent: (1) Control de replicació, (2) Informació de replicació, (3) Substrat de replicació, (4) Estructura replicant, (5) Parts passives, (6) Subunitats actives, (7) Replicadors energètics, (8) Replicadors cinemàtics, (9) Procés de replicació, (10) Actuació del replicador, (11) Estructura de Producte, i (12) Capacitat d'evolucionar.
Hi ha hagut recerca a les següents àrees: La biologia estudia replicació natural i replicadors, i la seva interacció. Aquests poden ser una guia important per evitar dificultats de disseny en mecanismes d'autoreplicació. Dins la química els estudis d'autoreplicació són habitualment sobre com un conjunt específic de molècules pot actuar per a replicar un altre dins del conjunt.